# Nicola Chiaruzzi
Nicola Chiaruzzi (Borgo Maggiore, 25 dicembre 1987) è un calciatore sammarinese, centrocampista del Tre Penne.

## Carriera

### Club
Dopo aver giocato nel La Fiorita, nel 2009 si trasferisce al Tre Penne.

### Nazionale
Nel 2010 debutta con la Nazionale sammarinese.

## Palmarès

### Club

#### Competizioni nazionali
- Campionato sammarinese: 2

Tre Penne: 2011-2012, 2012-2013
- Trofeo Federale: 1

Tre Penne: 2013

### Individuale
- Premio Pallone di Cristallo: 1

2008